# Limnonectes megastomias
O limnonectes megastomias é uma espécie asiática de sapo descoberta em 2008 na Tailândia. Sua alimentação baseia-se em insetos e pássaros.